# Агнес фон Изенбург
Агнес фон Изенбург-Бюдинген (на немски: Agnes von Isenburg-Büdingen; † сл. 4/9 юли 1402) от Изенбург-Бюдинген е чрез женитба графиня на Изенбург-Браунсберг и Вид.

## Произход
Дъщеря е на Йохан I фон Изенбург-Бюдинген († 1395) и съпругата му София фон Вертхайм († 1389), дъщеря на граф Рудолф IV фон Вертхайм и Елизабет Райц фон Бройберг.

## Фамилия
Агнес фон Изенбург-Бюдинген се омъжва на 27 септември 1376 г. за граф Герлах фон Изенбург-Браунсберг-Вид († 1413), син на граф Вилхелм фон Изенбург-Вид († 1383) и третата му съпруга Лиза фон Изенбург-Аренфелс († 1403). Те имат децата:
- Вилхелм III (II) фон Изенбург-Браунсберг, граф фон Вид († 22 октомври 1462), женен I. за Маргарета фон Моерс, II. на 10 април 1402 г. за Филипа фон Лоон-Хайнсберг († 1464). III. за неизвестна
- Йохан II фон Изенбург-Браунсберг († 1454), женен I. 1400 г. за Агнес фон Вестербург († 1415), II. сл. 1415 г. за Кунигунда фон Вестербург († 1428), III. пр. 2 февруари 1428 г. за Кунигунда фон Зафенберг († 1454)
- Лиза († 1455), омъжена за Герлах фон Брайденбах († 1461)
- Дитрих († сл. 1419)